# Descurainia
Descurainia és un gènere de plantes amb flors dins la família Brassicàcia Són espècies originàries en la seva majoria de les regions fredes i temperades d'Amèrica, algunes s'han estès com mala herba per gran part del món en regions temperades. Tenen tiges erectes amb flors petites grogues o blanquinoses. Moltes espècies són tòxiques.
Als Països Catalans només es troba una espècie d'aquest gènere Descurainia sophia (herba de Santa Sofia) que té el sinònim de Sisymbrium sophia L.
Algunes espècies:
- Descurainia antarctica - Terra del Foc
- Descurainia bourgaeana
- Descurainia californica -
- Descurainia incana -
- Descurainia obtusa -
- Descurainia paradisa -
- Descurainia pinnata -
- Descurainia ramosissima -
- Descurainia sophioides -
- Descurainia torulosa -